# 田町 (北九州市八幡西区)
田町（たまち）は福岡県北九州市八幡西区の地名。田町一丁目から二丁目の町がある。住居表示実施済み。郵便番号は806-0003。

## 地理
八幡西区の北部東側に位置し、北に舟町，屋敷、東に東浜町、南に紅梅，藤田、西に大字藤田，黒崎城石と接する。
なお、同じく北九州市内には小倉北区にも田町がある。

## 地域の特徴
南縁に沿って東西にJR九州鹿児島本線が走り、並行して国道3号（黒崎バイパス）が走る。西縁に沿って県道273号築地汐入線が走る。道伯山の南麓にある住宅地である。二丁目には黒崎宿東溝口跡の石碑が建つ神蹟山海蔵庵がある。

## 歴史
江戸期の長崎街道の黒崎宿のうちの1町で、その中心地をなす。ただし地籍上は藤田村の一部であった。黒崎宿は海蔵庵から西方の熊手にかけて位置していたが、今はその形跡も見られない。同宿は豊前小倉と並び、大坂渡海の港としても栄えた宿場町であった。一丁目には北九州朝鮮初中級学校があったが、2003年（平成15年）に移転した。

### 地名の由来
田を埋めて町を構築したことによる。

### 沿革
- 1960年（昭和35年） - 田町新設[4]。
- 1963年（昭和38年）2月1日 - 八幡市、戸畑市、小倉市、若松市、門司市の5市が合併し、北九州市が発足。八幡市田町は北九州市八幡区田町となる。
- 1963年（昭和38年）4月1日 - 北九州市が政令指定都市に指定され、八幡区、戸畑区、小倉区、若松区、門司区の5区を設置。北九州市八幡区田町一丁目 - 二丁目は北九州市八幡区田町一丁目 - 二丁目となる。
- 1972年（昭和47年）6月1日 - 田町一丁目 - 二丁目新設[5]。田町は消滅。
- 1974年（昭和49年）4月1日 - 八幡区が八幡西区と八幡東区に分かれ、八幡区田町一丁目 - 二丁目は八幡西区田町一丁目 - 二丁目となる[6]。

### 町名の変遷
| 実施内容          | 実施年月日               | 実施後     | 実施前                 |
| ----------------- | ------------------------ | ---------- | ---------------------- |
| 町名新設          | 1960年（昭和35年）       | 田町       | 大字藤田の一部         |
| 町名新設 住居表示 | 1972年（昭和47年）6月1日 | 田町一丁目 | 田町，東浜町の各一部   |
| 町名新設 住居表示 | 1972年（昭和47年）6月1日 | 田町二丁目 | 田町，大字藤田の各一部 |

## 世帯数と人口
2025年（令和7年）3月31日現在（北九州市発表）の世帯数と人口は以下の通りである。
| 町         | 世帯数  | 人口  |
| ---------- | ------- | ----- |
| 田町一丁目 | 175世帯 | 269人 |
| 田町二丁目 | 99世帯  | 170人 |
| 計         | 274世帯 | 439人 |

### 人口の変遷
国勢調査による人口の推移。
| 1995年（平成7年）  | 820人 | [ 8 ]  |  |
| 2000年（平成12年） | 731人 | [ 9 ]  |  |
| 2005年（平成17年） | 552人 | [ 10 ] |  |
| 2010年（平成22年） | 479人 | [ 11 ] |  |
| 2015年（平成27年） | 478人 | [ 12 ] |  |
| 2020年（令和2年）  | 465人 | [ 13 ] |  |

### 世帯数の変遷
国勢調査による世帯数の推移。
| 1995年（平成7年）  | 332世帯 | [ 8 ]  |  |
| 2000年（平成12年） | 304世帯 | [ 9 ]  |  |
| 2005年（平成17年） | 227世帯 | [ 10 ] |  |
| 2010年（平成22年） | 214世帯 | [ 11 ] |  |
| 2015年（平成27年） | 228世帯 | [ 12 ] |  |
| 2020年（令和2年）  | 239世帯 | [ 13 ] |  |

## 学区
市立小・中学校に通う場合、学区は以下の通りとなる。
| 丁目       | 街区 | 小学校                   | 中学校               |
| ---------- | ---- | ------------------------ | -------------------- |
| 田町一丁目 | 全域 | 北九州市立黒崎中央小学校 | 北九州市立黒崎中学校 |
| 田町二丁目 | 全域 | 北九州市立黒崎中央小学校 | 北九州市立黒崎中学校 |

## 交通

### 道路
- 国道3号（黒崎バイパス）
- 県道273号築地汐入線

## 施設

### 寺社
- 神蹟山海蔵庵
- 福寿山自在院

### 公園
- ちびっこ広場